# SN 1999Q
SN 1999Q – supernowa typu Ia odkryta 14 stycznia 1999 roku w galaktyce A080045+0531. W momencie odkrycia miała maksymalną jasność 22,30m.